# Редіул-Маре (Дондушенський район)
Редіул-Маре (рум. Rediul-Mare) — село в Молдові в Дондушенському районі. Утворює окрему комуну. Через село проходить автострада європейського значення Е583. 

## Пам'ятка садово-паркового мистецтва
Парк в Редіул-Маре запроєктовано та побудовано видатним українським пейзажним архітектором Іпполітом Владиславським-Падалкою у 1912—1914 роках. Займає площу 5,2 га.
В селі є парк площею 10 га.